# جون دراموند (سياسي)
جون دراموند هو سياسي كندي، ولد في 3 ديسمبر 1847، وتوفي في 10 سبتمبر 1913.